# Гильом II (герцог Аквитании)
Гильом II Молодой (фр. Guillaume II le Jeune, умер 16 декабря 926) — герцог Аквитании, граф Оверни, Макона, Буржа и Лиона с 918, сын Акфреда I, графа Каркассона и Разе, и Аделинды, дочери Бернара Плантвелю.

## Биография
Гильом был сыном графа Каркассона Акфреда I, который также имел ещё двух сыновей — Акфреда и графа Оверни Бернара III. После смерти Акфреда I в 906 году Каркассон перешел к его бездетному племяннику Бенсио, сыну его брата Олибы II, в то время как Гильом II через свою мать Аделинду, сестру Гильома I Благочестивого, унаследовал в 918 году многочисленные владения последнего, включая Макон, Овернь, Лион, Лимузен и Берри.
Впервые Гильом упоминается 11 сентября 910 года в записях бенедиктинского аббатства Клюни. Также как и его дядя Гильом I, он был сторонником короля Карла III Простоватого, который в 919 год у, через год после смерти Гильома I, подтвердил права Гильома II на Аквитанское герцогство. Гильом поддерживал оппозицию Робертинам, во главе которых стоял граф Парижа Роберт, и был врагом герцога Бургундии Рауля.
После избрания в 923 году на королевский престол Западно-Франкского государства Рауля Бургундского, тот объединился с графом Тулузы Раймундом III Понсом против герцога Гильома II. В 924 году Рауль вторгся в Аквитанию и Гильом с величайшим трудом отражал его набеги. Однако в это же время в долину реки Рейн вторглось большое войско венгров и король Рауль, намереваясь выступить на защиту северо-восточных границ своего королевства, начал с Гильомом II переговоры о мире. Противники пришли к соглашению, в соответствии с которым Гильом сохранил титул герцога Аквитании, но лишился Берри. Готская марка перешла к его врагу Раймунду Понсу, Лион —  к Гуго Арльскому, а Макон — к Гуго Чёрному.
Гильом скончался 16 декабря 926 года. Он не оставил наследников и его владения перешли к брату Акфреду.